# 天主教周村教区
天主教周村教区（Dioecesis Ceuzüenensis）是罗马天主教会在中国山东省中部设立的一个教区，包括淄博、濱州、東營三市。

## 历史
1929年4月16日，罗马教廷从济南府代牧区分设张店自治区，由美国方济各会圣心省负责。1932年6月1日，张店自治区升为张店监牧区。1937年5月18日，张店监牧区又升为周村代牧区。 
1946年4月11日，罗马教廷在中国正式建立圣统制，周村代牧区升为周村教区。  

## 教堂
周村主教座堂

## 历任主教
- 杨光被（Henry Ambrose Pinger），美国方济各会士，1930年到1988年。
- 马学圣
- 杨永强